# Mount Rundle
Der Mount Rundle ist ein mindestens 2940 m hoher Berg im Südwesten der kanadischen Provinz Alberta. Der in den Kanadischen Rocky Mountains gelegene Berg gehört zu den Rundle Peaks, welche als Unterkette der South Banff Ranges am östlichen Rand der Southern Continental Ranges liegt.

## Lage
Der Berg liegt im nördlichen Teil der Rundle Peaks. Er ist hier Teil einer Gruppen von Gipfeln die vom nördlichen Ende bei Banff nach Süden bis westlich von Canmore als Rundle 1 bis Rundle 8 bezeichnet werden. Rundle 3 wird dabei in der Regel als Mount Rundle bezeichnet und während Rundle 1 auch als Mount Rundle-North Peak bezeichnet wird.
Die Gruppe wird dabei nach Norden bzw. nach Osten vom Lauf des Bow River begrenzt. Durch dieses Tal des Bow Rivers verläuft auch der Alberta Highway 1, ein Abschnitt des Trans-Canada Highways sowie die Eisenbahnstrecke der Canadian Pacific Railway zum Kicking Horse Pass. Westlich der Bergkette fließt der Spray River mit seinem Nebenfluss Goat Creek.

## Namensherkunft
Seinen heutigen Namen erhielt der Berg von John Palliser im Jahr 1858, während der von ihm angeführten British North American Exploring Expedition (Palliser-Expedition). Ursprünglich hatte James Hector, als Geologe und Arzt verantwortlich für den wissenschaftlichen Teil dieser Expedition, den beschreibenden Namen „Terrace Mountain“ vorgeschlagen. Palliser entschied jedoch den Berg nach Reverend Robert Rundle zu benennen, der zwischen 1840 und 1848 Missionsarbeit in Westkanada leistete und dabei auch in diese Gegend kam.